# Pożar buszu na Tasmanii (1967)
Pożar buszu na Tasmanii w 1967 – klęska żywiołowa, która miała miejsce 7 lutego 1967, określana mianem „czarnego wtorku”. Jeden z największych pożarów, jakie kiedykolwiek nawiedziły Tasmanię. W wyniku pożaru zginęły 62 osoby, 900 zostało rannych, a ponad 7 tysięcy ludzi straciło dach nad głową.

## Pożar
Łącznie 125 oddzielnych frontów pożarów spaliło 2642,7 km² (264270 ha) ziemi w południowej Tasmanii w ciągu pięciu godzin. Pożar rozprzestrzenił się od Hamilton i Bothwell aż po kanał d’Entrecasteaux. W wyniku pożaru zniszczeniu uległy lasy, gospodarstwa rolne, infrastruktura, posiadłości w okolicy Mount Wellington i wiele małych miejscowości wzdłuż rzeki Derwent oraz na wschód od Hobart.

## Ofiary i zniszczenia
W tym jednym z najtragiczniejszych pożarów buszu w Australii w sumie zginęły 62 osoby w ciągu zaledwie jednego dnia, z tego aż 52 osoby zginęły na obszarze Hobart. Zniszczenia obejmowały 1 293 domów i ponad 1 700 innych zabudowań. Zniszczeniu uległo również 80 mostów, 4 800 odcinków linii energetycznych, 1500 pojazdów. Szacuje się, że co najmniej 62 000 sztuk zwierząt gospodarskich zdechło w trakcie pożaru. Łącznie straty sięgnęły 45 mln dolarów australijskich.

## Warunki pogodowe
Styczeń 1967 na Tasmanii był stosunkowo chłodny i nadzwyczaj suchy (w listopadzie 1966 rozpoczął się najbardziej suchy ośmiomiesięczny okres w historii Australii od 1885), natomiast już na początku lutego zaczęła napływać nad Tasmanię masa bardzo ciepłego powietrza. Susza i silne wiatry przyczyniły się do wybuchu i rozprzestrzeniania się wielkiego pożaru buszu. Raport na temat pożaru stwierdził, że jedynie 22 z 110 pożarów powstały przypadkowo (reszta zapewne powstała w wyniku podpaleń i wypalania trawy). 
Warunki pogodowe 7 lutego 1967:
- niezwykle wysoka temperatura, dochodząca do 39 °C
- niska wilgotność powietrza
- silny wiatry z północnego zachodu